# مرزوقی
مرزوقیان یا ( مرزوقی ) به عربی «المرازیق» قبیلهٔ بزرگی از قبائل عرب بادیهٔ نشینان نجد در بیابان شبه جزیره عربستان هستند. ایشان از تبار «آل بوسلطان» و از شاخهٔ قبیله «العجمان» از نسل: ( نشوان بن مرزوق بن علی بن هشام از بطون یام )، و نسب این قبیله، به قبیلهٔ بزرگ الهمدان  (به سکون میم) می‌رسد. این قبیله در قرن ده هم هجری قمری به جنوب ایران می‌رسند، وسالیان دراز در مناطق گسترده‌ای از جنوب ایران و سواحل ومناطق «شیبکوه» حکمران بوده‌اند.

## هجرت اول مرزوقیان
هجرت اول «مرزوقیان» از بادیهٔ نجد در اواخر سده دهم هجری قمری رخ داده‌است، و در بادیء الأمر این قبیلهٔ عریق به سوی سواحل عمان که آن زمان به نام امارات ساحل عمان معروف بود می‌کوچند، پس از مدتی استقرار در امارت رأس الخیمه که آن زمان جلفار نام داشته‌است، به سوی ساحل شمالی خلیج فارس می‌کوچند.

## هجرت دوم مرزوقیان
قبیلهٔ مرزوقیان هجرت دوم خودرا از منطقهٔ جلفار به وسیلهٔ کشتی بادی به سوی سواحل «بر فارس» آغاز می‌کنند و در سال ۱۱۶۹ هجری قمری وارد منطقه شیبکوه می‌شوند، در ابتداء امر در روستای «دیوان غربی» یا گافرغان (کنونی) نشیمن می‌گزینند، و پس از مدتی از گافرغان به مغویه نقل مکان می‌کنند، در این انتقال سرپرستی  قبیلهٔ مرزوقی، بزرگ ایشان شیخ راشد بن مطر مرزوقی به عهده داشتند.
واز آن به بعد روستای مغویه را مقر حکم وفرمانروایی خود قرار می‌دهند.
این خاندان از سده ده هم هجری قمری تا اوائل سدهٔ چهارده هم هجری قمری براین منطقه حاکم بوده‌اند، وتحت نظارت خوانین بستک که از جانب حکومت مرکزی به حکومتی منطقهٔ بستک و جهانگیریه رسیده بودند، مأموریت دفاتر ثبت و ضبط دخل و خرج وخراج مالیات دولت به عهده داشته بودند و از جانب حکومت مرکزی نظارت می‌شده‌اند، همچنین حکام مرزوقیان که منطقهٔ گسترده‌ای از بنادر وجزایر جنوب و شیبکوه تحت نفوذ داشتند از جانب فرمانروایان بستک و جهانگیریه نظارت می‌شده‌اند. با ورود قبیلهٔ مرزوقیان به این منطقه و اختصاصی محلی از آن به دفاتر ثبت و ضبط دخل و خرج‌ها، آن منطقه را دیوان یعنی
«جای حسابگری» نامیدند، وبدستور حکومت مرکزی ونمایندگی خوانین بستک سیستم اخذ مالیات از مردم منطقه اجرا گردید و مردم پرداخت مالیات را نوعی دین می‌دانستند که می‌بایست سالیانه به دولت مرکزی پرداخته شود، لذا آن محل را محل اخذ دین نامیده و دیوون نامیده‌اند و بعد از آن به دیوان تغییر نام یافته‌است.
پس از استقرار در مغویه وبرقراری امن وامنیت در منطقه، بدستور خان بستک و جهانگیریه حکم «جزیرهٔ فرور» و روستاهای مجاور مغویه مانند: «دیوان غربی»، حَسینه، «راولوه»، کندران، سورو، ارمک، چاه مسلم، و کهورستان به حوزهٔ قلمرو فرمانروائی شیخ راشد بن مطر مرزوقی افزود می‌شود.

## فرمانروایان مرزوقیان
فرمانروایان مرزوقی «مرزوقیان» که از قرن ده هم هجری قمری در این منطقه حکم می‌رانده‌اند ومناطق گسترده‌ای از جنوب ایران ومنطقهٔ شیبکوه تحت نفوذ داشته بودند عبارت‌اند از:
- راشد بن مطر المرزوقی (۱۱۶۹–۱۱۹۲) قمری.
- سلیمان بن راشد بن مطر المرزوقی (۱۱۹۲–۱۲۱۳) قمری.
- محمد بن سلیمان بن راشد بن مطر المرزوقی (۱۲۱۳–۱۲۴۰) هجری قمری.
- حسین بن محمد بن سلیمان بن محمد المرزوقی (۱۲۴۰–۱۲۴۵) قمری.
- سلیمان بن محمد بن سلیمان بن محمد المرزوقی (۱۲۴۵–۱۲۸۰) قمری.
- راشد بن حسین بن محمد بن سلمان المرزوقی]] (۱۲۸۰–۱۳۰۳) قمری.
- احمد بن راشد بن حسین المرزوقی (۱۳۰۳–۱۳۴۸) قمری.
- سلطان بن احمد بن راشد المرزوقی (۱۳۴۸–۱۳۷۰) قمری.
- احمد بن علی بن احمد بن راشد المرزوقی (۱۳۷۰–۱۳۸۵) قمری.

شیخ احمد بن علی بن احمد بن راشد مرزوقی به سبب سوء اداره وحکم وکم توجهی به امور منطقه ونیازمندیهای مردم، واهمال شدید وعدم رسیدگی به مشکلات منطقه، در سال ۱۳۸۵ هجری قمری از سوی مردم مغویه از حکم منطقه خلع می‌شود. ویکی از اعیان مغویه به نام عبدالله محمد عبدالله سالم به عنوان حاکم وتیسیر امور موقت منطقه برگزیده می‌شود.
بابرکناری شیخ احمد بن علی المرزوقی آخرین «حاکمان عرب از آل المرازیق» دورهٔ حکومتی ۲۰۰ سالهٔ قبیلهٔ «مرزوقی» از منطقه برچیده شد.

## هجرت سوم مرزوقیان (بازگشت)
در هجرت سوم مرزوقیان وبازگشت به سوی موطن اصلی خود، در سال ۱۴۰۰ هجری قمری عدهٔ زیادی از این قبیله به اتفاق شیخ احمد بن علی المرزوقی آخرین حاکم از سلالهٔ مرزوقی در مغویه ومنطقهٔ شیبکوه، در هجرت معاکس از مغویه به امارات متحده عربی مهاجرت کردند. در این هجرت بزرگ از «بر فارس» به سوی موطن اصلی «مرزوقیان» بیشتر وجهاء وافراد این قبیله در شهر ابوظبی پایتخت امارات متحده عربی مستقر شدند. وعده‌ای نیز به عربستان سعودی بازگشتند.
در طول فرمانروایی وسالیان دراز حکمرانی قبیلهٔ مرزوقی بر این منطقهٔ گسترده که بیش از ۲۰۰ سال بطول انجامیده‌است، آثارهای زیادی از خود برجای گذاشته‌اند که بارزترین آن‌ها کاخ بزرگ قبیلهٔ مرزوقی در دهستان مغویه‌است، این کاخ به نام قلعه شیخ سلطان معروف است. شیخ سلطان المرزوقی این کاخ بزرگ در بین سالهای ۱۳۵۰ تا ۱۳۵۵ هجری قمری بنا نهاده‌است. این کاخ زیبا از یادگار حکمرانان (مرزوقی) از قبیله العجمان که در منطقه مغویه وبندر لنگه از توابع استان هرمزگان حاکم بودند باقی‌مانده‌است.

## پراکندگی قبیلهٔ مرزوقی
در حال حاضر پراکندگی افراد قبیلهٔ مرزوقیان در این مناطق می‌باشد:
- عربستان سعودی (نجد موطن اصلی این قبیله‌است).
- امارات متحده عربی.
- مملکت البحرین
- دولت قطر
- سلطنت عمان